# Salvatore Licitra
Salvatore Licitra (* 10. August 1968 in Bern, Schweiz; † 5. September 2011 in Catania, Italien) war ein italienischer Tenor. Viele Musikfreunde sahen in ihm bereits eine Art „Nachfolger“ des 2007 verstorbenen italienischen Startenors Luciano Pavarotti.

## Leben
1970 kehrten seine Eltern aus der Schweiz nach Italien zurück. Licitra begann als Grafiker, da er zunächst Zweifel hatte, ob seine stimmlichen Fähigkeiten für den Beruf des Sängers ausreichen. Er studierte Gesang an der Accademia Verdiana in Parma und debütierte 1998 am dortigen Teatro Regio als Gustavo in Un ballo in maschera, eine Partie, die er im selben Jahr noch einmal in der Arena di Verona sang. Hier sang er in der Folge Rollen wie Pinkerton (Madama Butterfly), Radamès (Aida) und Manrico (Il trovatore). 1999 trat er erstmals als Don Alvaro (La forza del destino) an der Mailänder Scala auf. Dort sang er auch Manrico in der Neuproduktion von Il trovatore zum Auftakt der Spielzeit 2000. Der Dirigent Riccardo Muti engagierte Licitra, strich aber das hohe C aus der Arie Di quella pira. Die Zuschauer waren enttäuscht und buhten. Sechs Monate später sang Licitra die Arie in Verona mit zwei hohen Cs und musste daraufhin Zugaben geben, weil die Zuschauer immer wieder seine hohen Töne hören wollten.
Im Frühjahr 2002 sprang er zwei Stunden vor Vorstellungsbeginn für den indisponierten Luciano Pavarotti an der New Yorker Metropolitan Opera ein. Sein Debüt als Cavaradossi in Puccinis Tosca an diesem Haus bedeutete für ihn den internationalen Durchbruch. Für seine Darbietung, insbesondere für die Arien Recondita armonia und E lucevan le stelle bekam er stehende Ovationen.
Im ersten Quartal 2001 nahm er Solostücke auf CD auf, die als Musik für den Film In stürmischen Zeiten dienten. Neben seiner CD The Debut, die später auch unter dem Titel E lucevan le stelle erschien, wurden auch mehrere DVDs mit ihm in verschiedenen Opernrollen produziert.
Mit Marcelo Álvarez nahm er die CD/DVD Duetto auf, eine Zusammenstellung eigens für die beiden Tenöre komponierter Lieder neben einigen wenigen Opern-Arien (E lucevan le stelle als Solo von Licitra). Die Musik wurde im Rahmen eines Konzerts im Kolosseum in Rom aufgenommen. Später gab es noch einen Auftritt in New York. In dem Duett Odissea sind acht hohe Cs enthalten, die beide Sänger mit Bravour meisterten.
Salvatore Licitra war mit Fernsehauftritten und CD-Aufnahmen zurückhaltend.

### Unfall auf Sizilien
Am 27. August 2011 fuhr Licitra in der Nähe von Ragusa auf der Insel Sizilien mit einem Motorroller infolge eines während der Fahrt erlittenen Hirnschlags gegen eine Mauer. Er trug keinen Helm und erlitt schwere Verletzungen an Schädel, Gesicht und Brustkorb; seine Beifahrerin wurde nur leicht verletzt. Am gleichen Tag wurde Licitra im Krankenhaus Garibaldi in Catania notoperiert, am 5. September 2011 erlag er jedoch seinen Verletzungen.

## Diskografie
- Salvatore Licitra – The Debut (Debüt-CD)/E lucevan le stelle
- Salvatore Licitra – Forbidden Love
- Salvatore Licitra – In stürmischen Zeiten/The man who cried (Filmmusik)
- Duetto mit Marcelo Álvarez (CD und DVD)
- Giuseppe Verdi: Il trovatore
- Giacomo Puccini: Tosca mit M. Guleghina (CD und DVD)